# Johann Kaspar Kerll

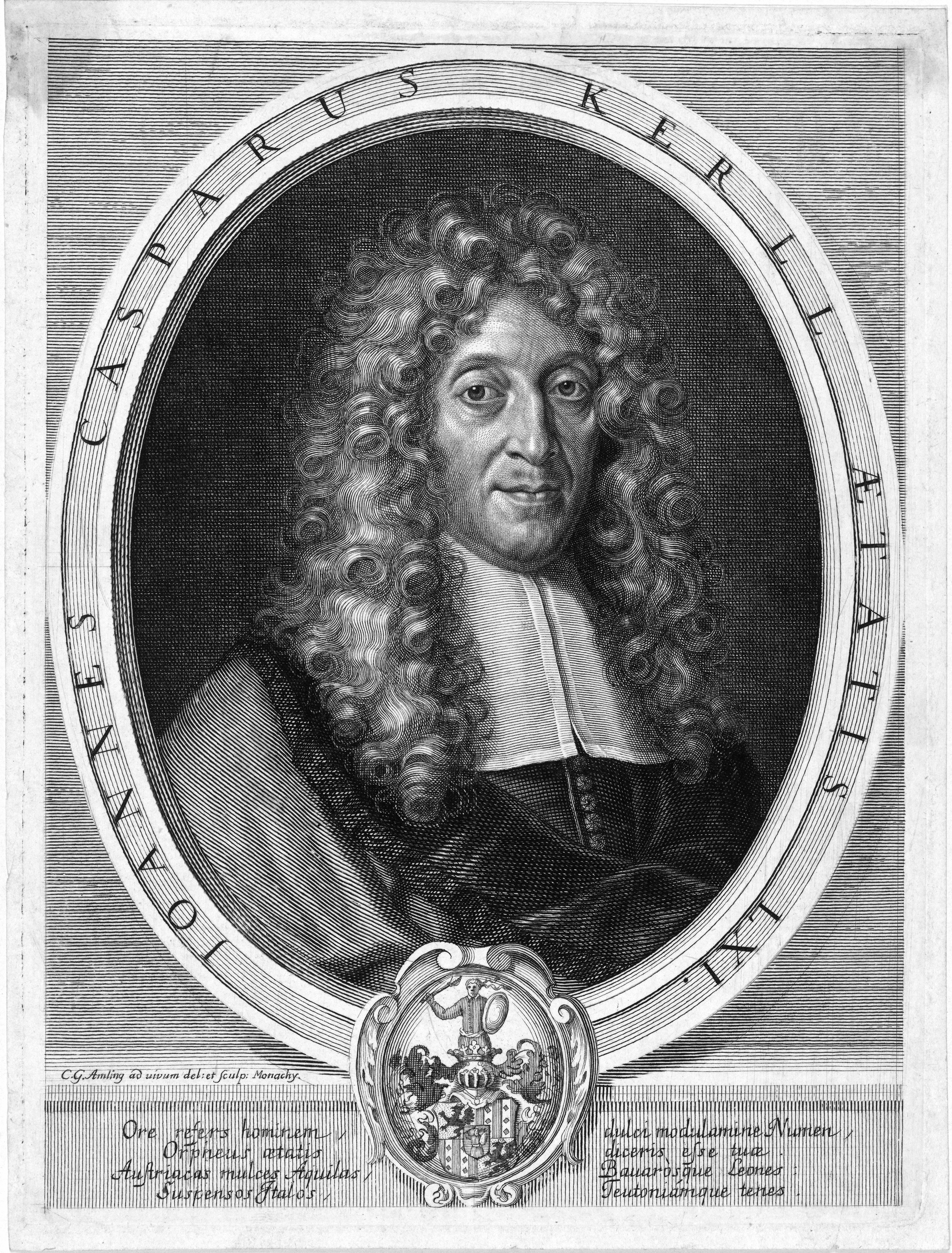
Johann Kaspar Kerll

Johann Kaspar Kerll (Adorf, 9 april 1627 - München, 13 februari 1693) was een Duits componist en organist. Tot zijn leerlingen behoorden Johann Pachelbel en Franz Xaver Murschhauser.

## Levensloop
Kerll kreeg zijn eerste muziekles van zijn vader Caspar, die organist was in Adorf. Daarna kreeg hij muzieklessen van de Weense hofkapelmeester Johann Valentini.
Van 1647 tot 1656 werkte Kerll als organist aan het Brusselse hof van aartshertog Leopold Willem. Deze stuurde Kerll naar Rome om onderwezen te worden door Giacomo Carissimi. Mogelijk leerde hij daar ook Froberger kennen.
In 1656 kreeg Kerll een aanstelling als kapelmeester aan het Beierse hof van keurvorst Ferdinand Maria. Vooral de kroning van keizer Leopold I in 1658 betekende veel voor de carrière van Kerll: hij maakte grote indruk op de aanwezigen met zijn orgelspel en met de door hem ten gecomponeerde mis.
In mei 1657 huwde Kerll met Anna Katharina Egermeyr, met wie hij acht kinderen zou krijgen.
In 1664 werd hij door de keizer in de adelstand verheven.
In 1673 verhuisde Kerll naar Wenen na een ruzie met de Italiaanse zangers van de Beierse hofkapel. Aanvankelijk gaf hij daar muziekles, maar vanaf oktober 1680 had hij een aanstelling als hoforganist. Hij zou deze functie blijven uitoefenen tot eind 1692.
In de jaren 80 verhuisde Kerll terug naar München. Daar overleed hij op 13 februari 1693. Hij werd begraven in de Augustijnerkerk.

## Werken
De composities van Kerll vertonen een duidelijke invloed van de Italiaanse muziekstijl.
Hij schreef elf opera's, waaronder Oronte (1657) en Erinto (1661); geen enkele opera is bewaard gebleven.
Voor de verjaardag van de keurvorstin componeerde hij in 1661 de serenade Il pretensione del sole. Verder schreef hij diverse missen, motetten en toccata's, alsmede trio's voor twee violen en viola da gamba en een requiem.
In 1686 werd in München het orgelalbum Modulatio organica super Magnificat octo tonis ecclesiasticis respondens uitgegeven.
Het manuscript Ein compendiose Relation von den Contrapunct von Hrn. Joni Casparo Kerl betreft een theoretische verhandeling.
- Biblioteca Nacional de España: XX1730382
- Bibliothèque nationale de France: cb13895943s (data)
- CiNii: DA06772571
- Gemeinsame Normdatei: 118721941
- International Standard Name Identifier: 0000 0001 0909 4830
- Library of Congress Control Number: n81079995
- Nationale Bibliotheek van Letland: 000043730
- MusicBrainz: 9f31e82b-5e68-4263-887c-7baadf991c2c
- Nationale Bibliotheek van Tsjechië: jn19990004275
- Nationale bibliotheek van Australië: 36042757
- Nationale Bibliotheek van Israël: 987007282827705171
- Nederlandse Thesaurus van Auteursnamen: 104824859
- LIBRIS: 218039
- SNAC: w65b2424
- Système universitaire de documentation: 087933047
- Trove: 1198740
- Virtual International Authority File: 64192284
- WorldCat: E39PCjBkyCY4q7G7qF9gPKgTd3